# 성스러운 괴물들
《성스러운 괴물들》(聖なる怪物たち)는 TV 아사히에서 2012년 1월 19일부터 3월 8일까지 목요일 밤 9시간대 범위에서 방송된 일본 드라마이다.

## 개요
주연은 오카다 마사키. 함께 출연한 나카타니 미키는 TV 아사히의 드라마와 이 시간대에서는 2001년의 《R-17》이후 10년 6개월 만의 출연이다.
캐치프레이즈는 〈"이 "생명"은 누구의 것인가 -".〉

## 출연진
- 오카다 마사키
- 나카타니 미키
- 가토 아이
- 하세가와 히로키
- 스즈키 안
- 오오마사 아야
- 와타나베 잇케이
- 카츠무라 마사노부
- 히라타 미츠루
- 코히나타 후미요

## 제작진
- 프로듀서 : 후나츠 코이치, 시모다 가즈히사, 이케다 사다코
- 연출 : 후지타 메이지, 오치아이 마사유키, 츠네히로 죠타
- 원작 : 카와하라 렌 "성스러운 괴물들" (겐토샤 문고)
- 각본 : 아라이 슈코, 타카야마 나오야
- 음악 : 사와다 칸
- 제너럴 프로듀서 : 우치야마 세이코
- 제작 협력 : 더 웍스
- 제작 : TV 아사히

## 방송일, 부제 및 시청률
| 각화                                      | 방송일          | 부제                                         | 시청률 |
| ----------------------------------------- | --------------- | -------------------------------------------- | ------ |
| 제1화                                     | 2012년 1월 19일 | 폭풍의 밤 긴급 운영! 외과 VS 욕망의 여자     | 10.8%  |
| 제2화                                     | 2012년 1월 26일 | 엄마의 배를 훔치는 여자                      | 7.9%   |
| 제3화                                     | 2012년 2월 2일  | 내 아기를 돌려줘!                            | 6.9%   |
| 제4화                                     | 2012년 2월 9일  | 납치 도망치는 여자와 쫓는 여자!!             | 5.6%   |
| 제5화                                     | 2012년 2월 16일 | 긴급 운영의 진실! 의료 실수 또는 살인 또는!? | 7.0%   |
| 제6화                                     | 2012년 2월 23일 | 진상 폭로 된 완전 범죄!!                     | 7.7%   |
| 제7화                                     | 2012년 3월 1일  | 죽인 것은 ... 당신이다!!                     | 6.8%   |
| 최종화                                    | 2012년 3월 8일  | 충격의 최종회! 범인의 생명을 구하라!!        | 8.6%   |
| 평균 시청률: 7.8%                         |                 |                                              |        |
| (시청률은 간토 지방·비디오 리서치사 조사) |                 |                                              |        |